# خشت
خشت (بالفارسية: خشت) هي مدينة تقع في إيران في Khesht District. يقدر عدد سكانها بـ 10,332 نسمة .